# Rauno Mäkinen
Rauno Leonard Mäkinen (ur. 22 stycznia 1931 w Pori, zm. 9 września 2010 w Vaajakoski) − fiński zapaśnik, mistrz olimpijski z igrzysk olimpijskich w 1956 w Melbourne.
Podczas IO w roku 1956, wystąpił w zawodach zapaśniczych stylem klasycznym, w wadze piórkowej ( do 62 kg), gdzie zdobył złoty medal. Jest także sześciokrotnym mistrzem Finlandii (1952, 1953, 1954, 1955, 1956 i 1960) oraz dwukrotnym wicemistrzem Finlandii (1957, 1961). W roku 1955, w Warszawie, zajął drugie miejsce (zapasy klasyczne) na Światowym Festiwalu Młodzieży i Studentów.